# Joël Matip
Joël Job Matip (født 8. august 1991 i Bochum, Tyskland) er en tidligere tysk/camerounsk fodboldspiller, der har spillet for Liverpool FC i den engelske Premier League. Han har tidligere spillet som defensiv midtbanespiller eller alternativt forsvarer hos Bundesliga-klubben Schalke 04 hele sin seniorkarriere, startende i 2009, indtil han rejste til Liverpool i sommeren 2016.

## Landshold
Matip besidder dobbelt statsborgerskab, og kunne også have optrådt for Tyskland på internationalt plan. Den 3. marts 2010 debuterede han imidlertid for Cameroun, og efterfølgende blev han også en del af den camerounske trup til VM i 2010 i Sydafrika og VM i 2014 i Brasilien.